# Smart Filter (Adobe Photoshop)
Mit Adobe Photoshop CS3 wurden 2007 die bisherigen Filter zur Verwendung an Smart Objects eingeführt. Smart Filter haben den Vorteil, dass sie im Gegensatz zu normalen Filtern nicht die originalen Daten verändern und man sie jederzeit modifizieren oder auch wieder gänzlich rückgängig machen kann. Einige Einstellungsbefehle sind ebenfalls mit Smart Filter zugänglich gemacht worden.
Ersichtlich werden für den Nutzer angewandte Smart Filter in der Ebenenpalette, wo sie ähnlich wie die Photoshop-Effekte für die Bearbeitung zugänglich sind. Im Gegensatz zu normalen Filtern können Smart Filter auch nach dem Schließen und erneuten Öffnen einer Datei wieder rückgängig gemacht werden bzw. alle Einstellungen, die diese Filter betreffen bearbeitet werden. Bei normalen Filtern werden dagegen die originalen Pixel auf Dauer verändert.
Zudem kann man alle Filter rasch auf andere Bilddaten anwenden, indem man die Inhalte eines Smart Objects, auf dem die Smart Filter angewandt wurden, austauscht. Die Filter werden sofort auf die neuen Bilddaten mit allen 
Filtereinstellungen gespeichert.
Filtereinstellungen, die man nachträglich verändern kann, sind zum einen die Parameter, die bei der Anwendung der Filter in der Dialogbox aufgerufen werden, aber auch alle Einstellungen, die man bislang im Verblassen-Befehl in früheren Versionen von Photoshop zur Verfügung hatte.

## Implementierung in anderen Bildbearbeitungsprogrammen
Das freie Bildbearbeitungsprogramm Krita unterstützt ein äquivalentes Konzept, das heute die Bezeichnungen Filterebenen und Filtermasken trägt, bereits mindestens seit 2006.